# Australoconops vespoides
Australoconops vespoides är en tvåvingeart som beskrevs av Schneider 2010. Australoconops vespoides ingår i släktet Australoconops och familjen stekelflugor. Inga underarter finns listade i Catalogue of Life.